# Poem, ballader och lite blues – Återbesöket
Poem, ballader och lite blues – Återbesöket är ett hyllningsalbum i form av en nyinspelning av Cornelis Vreeswijks dubbel-LP "Poem, ballader och lite blues" (1970). Albumet producerades av Nina Ramsby och Göran Peterson och släpptes på skivbolaget Bonnier Amigo den 28 november 2007.

## Låtlista

### CD 1
1. "Rosenblad, Rosenblad" (5.16) - Nina Ramsby
2. "Generalens visa" (3.25) - Annika Norlin
3. "Apollinaire" (1.16) - Kristina Lugn
4. "Fåglar" (2.56) - Stefan Sundström
5. "Epilog" (instrumental) (2.57) - Jonas Kullhammar
6. "Jag" (1.05) - Zinat Pirzadeh
7. "Hajar'u de då Jack?" (2.43) - Britta Persson
8. "Epilog" (instrumental) (2.51) - Fredrik Sandsten
9. "Morbror Frans" (1.38) - Moneybrother
10. "Prolog" (instrumental) (2.29) - Goran Kajfes
11. "Huvudlösen för aftonen" (4.52) - Ebbot Lundberg och Timbuktu
12. "Etta" (1.30) - Mian Lodalen
13. "Märk hur vår skugga"  (6.27) - Ane Brun
14. "Blues för Inga-Maj" (4.33) - Kristofer Åström
15. "Ett brev" (1.20) - Pamela Jaskoviak
16. "Cool Water - På Den Gyldene Freden" (3.47) - Joakim Thåström
17. "Cool Water - På Den Gyldene Freden - Epilog" (instrumental) (2.25) - Mattias Ståhl

### CD 2
1. "Ett gammalt bergtroll" (5.03) - Sofia Karlsson
2. "Sonja och Siw" (5.42) - Miss Li
3. "Predikan" (1.34) - Ingvar Hirdwall
4. "Elisabeth" (3.24) - Mattias Hellberg
5. "Hemställan" (2.39) - Hans Appelqvist
6. "En visa till Gagga - Prolog" (4.29) (instrumental) - Nils Berg
7. "En visa till Gagga" (5.11) - Nicolai Dunger
8. "Ågren" (4.33) - Dan Berglund
9. "Hopplös blues" (4.14) - Dan Viktor
10. "Skulle iagh söria såå wore iagh tokott" (1.38) - Shima Niavarani
11. "Transkription till d'Artagnan" (5.01) - Christian Kjellvander
12. "Epilog" (instrumental) (3.29) - Johan Berthling
13. "Anna själv tredje" (1.29) - Shanti Roney
14. "En viss sorts samba" (3.42) - Jaqee
15. "Epilog" (instrumental) (2.54) - Martin Hederos